# 理論理性
理論理性（りろんりせい）とはイマヌエル・カントによる哲学によって用いられる概念である。これは人間が認識をなしうる能力としての理性という意味である。物事を認識・分析・判断する能力・悟性ということであり、感性が対象を素材として捉え、そこから理論理性が物事を総合して判断するということである。たとえば感性が対象を「赤い花びら・匂いがする・トゲがある」といった素材を捉え、そこから理論理性がこれらを総合して「この花はバラである」といった形に判断するという事にである。カントの批判哲学の体系というのは、自然の形而上学である理論哲学と道徳の形而上学として自然哲学の結合によって成立するのであるが、この結合の前提というのは、理論理性に対して実践理性の優位が基づいているということである。